# 230 PLM 2601 à 2760

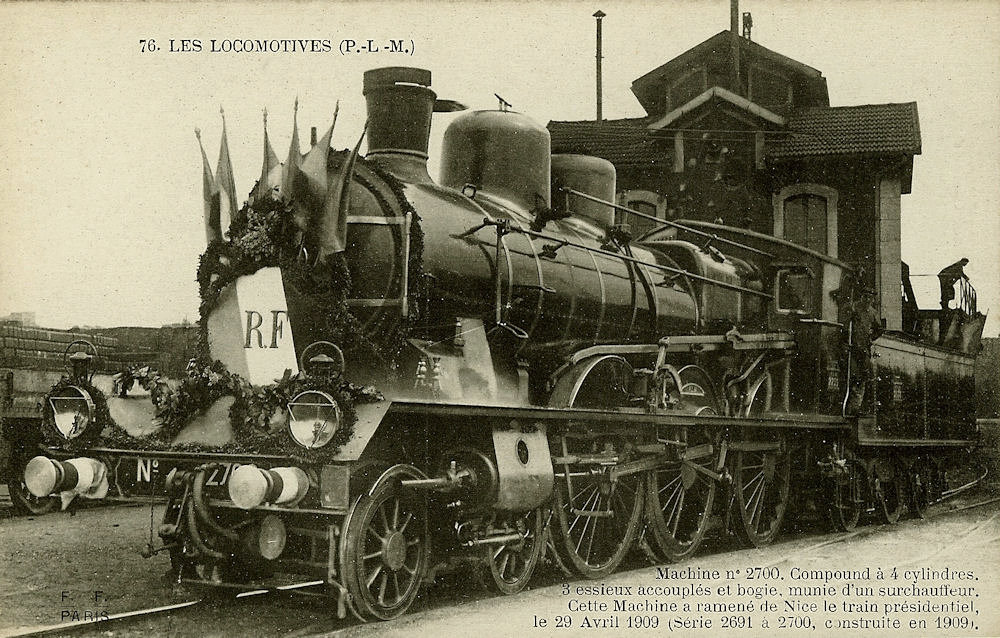
La 230 2700 ramène le train présidentiel de Nice le 29 avril 1909.

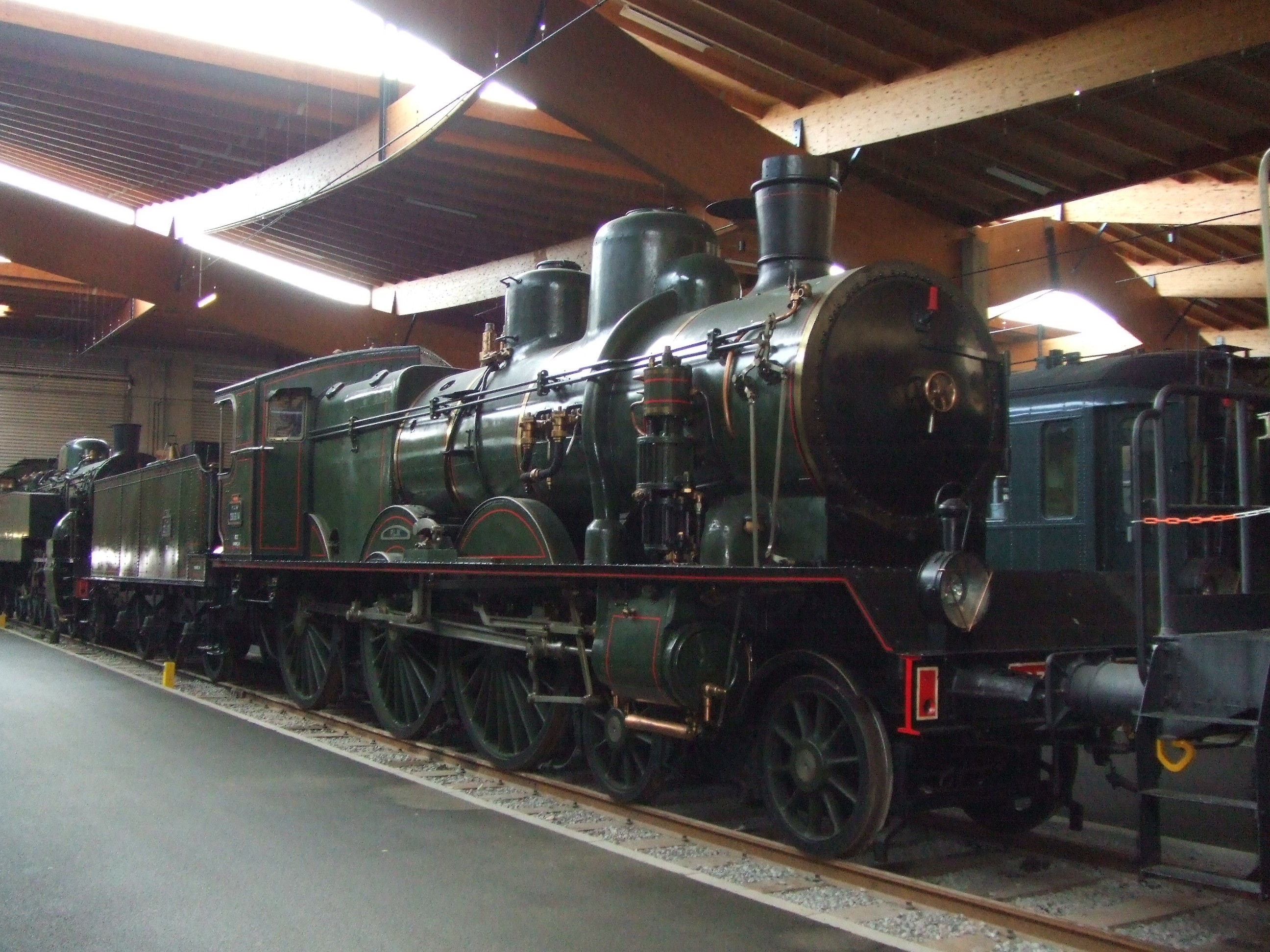
La 230 2714, future 230 B 114, à la Cité du train.

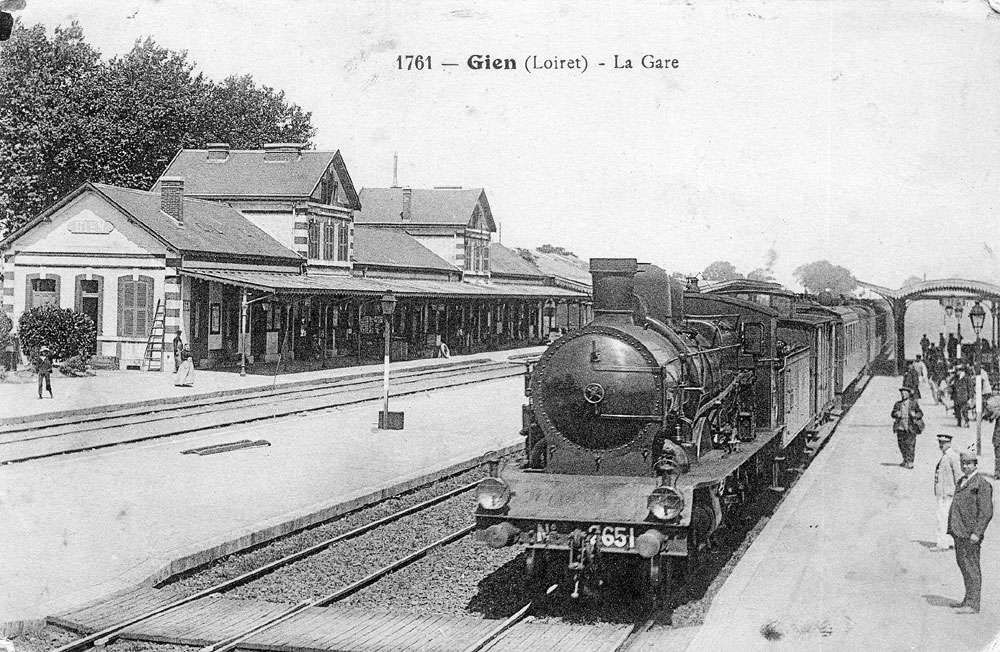
La 2651 en gare de Gien (Loiret) avec un train de voyageurs

Les 230 PLM 2601 à 2760 sont des locomotives de la compagnie PLM conçues pour les trains de voyageurs. 
Ce sont des locomotives de vitesse, munies de grandes roues. Elles appartiennent à la catégorie des 230 ou "Ten wheel".
La 230 PLM 2693 a été équipée d'une chaudière Velox. Elle sera immatriculée ensuite 230 E 93.
Elles seront numérotées 230 B 1 à 160 en 1924 et gardent leur immatriculation à la SNCF.

## La construction
La construction est assurée par divers constructeurs français et étrangers:
2601 - 2610 :1905, Schneider au Creusot,
2611 - 2620 :1905, Société Franco-Belge,
2621 - 2640 :1906, Société Franco-Belge,
2641 - 2660 :1905, Fives-Lille,
2661 - 2690 :1906, Wiener Neustadt (Autriche)
2691 - 2700 :1909, Henschel, (Allemagne)
2701 - 2715 :1912, Société anonyme des usines métallurgiques du Hainaut, (Belgique)
2716 - 2730 :1909, Schneider au Creusot,
2731 - 2760 :1909, Henschel, (Allemagne)

## Caractéristiques
Longueur : 12,135 m
Poids à vide: 67 t
Poids en charge: 74 t
Timbre: 16 kg
Surface de grille : 3,0 m2
Surface de chauffe : 142 m2
Diamètre des roues (motrices) : 2 000 mm
Diamètre des roues (porteuses): 1 000 mm
Dimensions des cylindres HP (haute pression), alésage x course: 340x650 mm
Dimensions des cylindres BP (basse pression), alésage x course: 540x650 mm
Vitesse maximale :120 km/h

## Locomotive Préservée
La 230 B 114  (numéro PLM 2714) est préservée au musée français du chemin de fer.